# Palisade (Colorado)
Palisade is een plaats (town) in de Amerikaanse staat Colorado, en valt bestuurlijk gezien onder Mesa County.

## Demografie
Bij de volkstelling in 2000 werd het aantal inwoners vastgesteld op 2579.
In 2006 is het aantal inwoners door het United States Census Bureau geschat op 2734, een stijging van 155 (6,0%).

## Geografie
Volgens het United States Census Bureau beslaat de plaats een oppervlakte van
2,8 km², geheel bestaande uit land. Palisade ligt op ongeveer 1441 m boven zeeniveau.

## Plaatsen in de nabije omgeving
De onderstaande figuur toont nabijgelegen plaatsen in een straal van 32 km rond Palisade.